# Daria Nałęcz

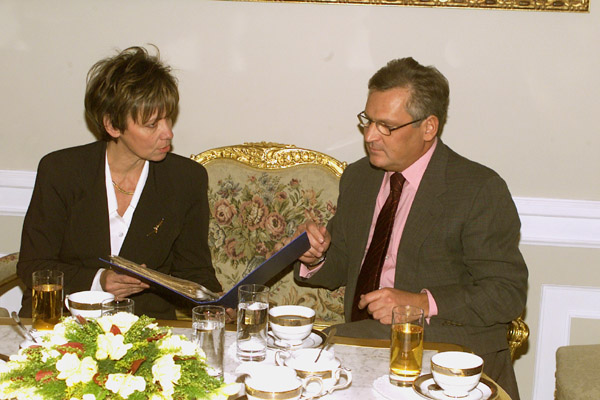
Daria Nałęcz mit Präsident Kwaśniewski, 2003

Daria Lipińska-Nałęcz (* 1. Juli 1951 in Warschau; † 20. März 2022) war eine polnische Historikerin und Archivarin. Von 1996 bis 2006 war sie als erste Frau Hauptdirektorin der polnischen Staatsarchive und von 2012 bis 2015 Staatssekretärin im Ministerium für Wissenschaft und Hochschulbildung.

## Leben
Daria Nałęcz wurde 1995 außerordentliche Professorin mit dem Fach Zeitgeschichte Polens. Vom 1. September 1996 bis zum 26. September 2006 war sie Hauptdirektorin der polnischen Staatsarchive. Nałęcz war in dieser Zeit Vizepräsidentin des Regionalzweigs EURBICA des Internationalen Archivrats (ICA). Darüber hinaus wurde sie 2005 zur Vorsitzenden der internationalen Arbeitsgruppe im Bereich Holocaust Aufklärung, Erinnerung und Forschung ernannt. 
Nałęcz war von 1996 bis 2007 Vorsitzende des polnischen Komitees für das UNESCO-Weltdokumentenerbe.
Am 31. Januar 2012 übernahm Nałęcz die Position einer Staatssekretärin im polnischen Wissenschafts-Ministerium. Sie hatte diese Funktion bis zum 1. Dezember 2015 inne. Sie war Vorsitzende des Stiftungsrats der Leopold-Kronenberg-Stiftung.
Nałęcz war Mutter und mit dem Politiker und Hochschullehrer Tomasz Nałęcz verheiratet.

## Auszeichnungen
Daria Nałęcz wurde 2011 mit dem Großoffizierskreuz mit Stern des
Ordens Polonia Restituta ausgezeichnet, nachdem sie 2007 das Komturskreuz erhalten hatte.
Ihre Bücher über polnische Eliten und Józef Piłsudski wurden mehrfach ausgezeichnet.

## Schriften (Auswahl)
- Zawód dziennikarza w Polsce: 1918–1939. PWN, Warszawa 1982.
- mit Tomasz Nałęcz: ... zemsty grom, ludu gniew. Iskry, Warszawa 1984.
- mit Tomasz Nałęcz: Józef Piłsudski – legendy i fakty. Młodzieżowa Agencja Wydawnicza, Warszawa 1987.
- Sen o władzy: inteligencja wobec niepodległości. PIW, Warszawa 1994.
- Kronika odradzającej się i wolnej Polski (1915–1939). Wszechnica Świętokrzyska, Kielce 1998.
- The USSR in the Policy of the Government and President Wojciech Jaruzelski in 1989–1990. In: Myśl Ekonomiczna i Polityczna, Jg. 12 (2019), Nr. 3 (66), S. 116–138.